# Shūr Dar
Shūr Dar (persiska: تَنور دَر, شور در, Tanūr Dar) är en ort i Iran.   Den ligger i provinsen Lorestan, i den centrala delen av landet, 300 km sydväst om huvudstaden Teheran. Shūr Dar ligger 1 456 meter över havet och antalet invånare är 564.
Terrängen runt Shūr Dar är huvudsakligen kuperad, men åt sydost är den platt. Runt Shūr Dar är det ganska tätbefolkat, med 172 invånare per kvadratkilometer. Närmaste större samhälle är Dorūd, 8,6 km söder om Shūr Dar. Trakten runt Shūr Dar består till största delen av jordbruksmark.